# شهرستان اور

اور (به فرانسوی: Eure) بیست و هفتمین شهرستان فرانسه است. شهرستان اور در شمال این کشور قرار دارد. این شهرستان زیرمجموعه ناحیه نرماندی علیا می‌باشد. مساحت این شهرستان ۶٬۰۴۰ کیلومتر مربع و جمعیت آن ۵۴۱٬۰۵۴ نفر است. این شهرستان در خلال انقلاب فرانسه بر پا گردید.

## نگارخانه

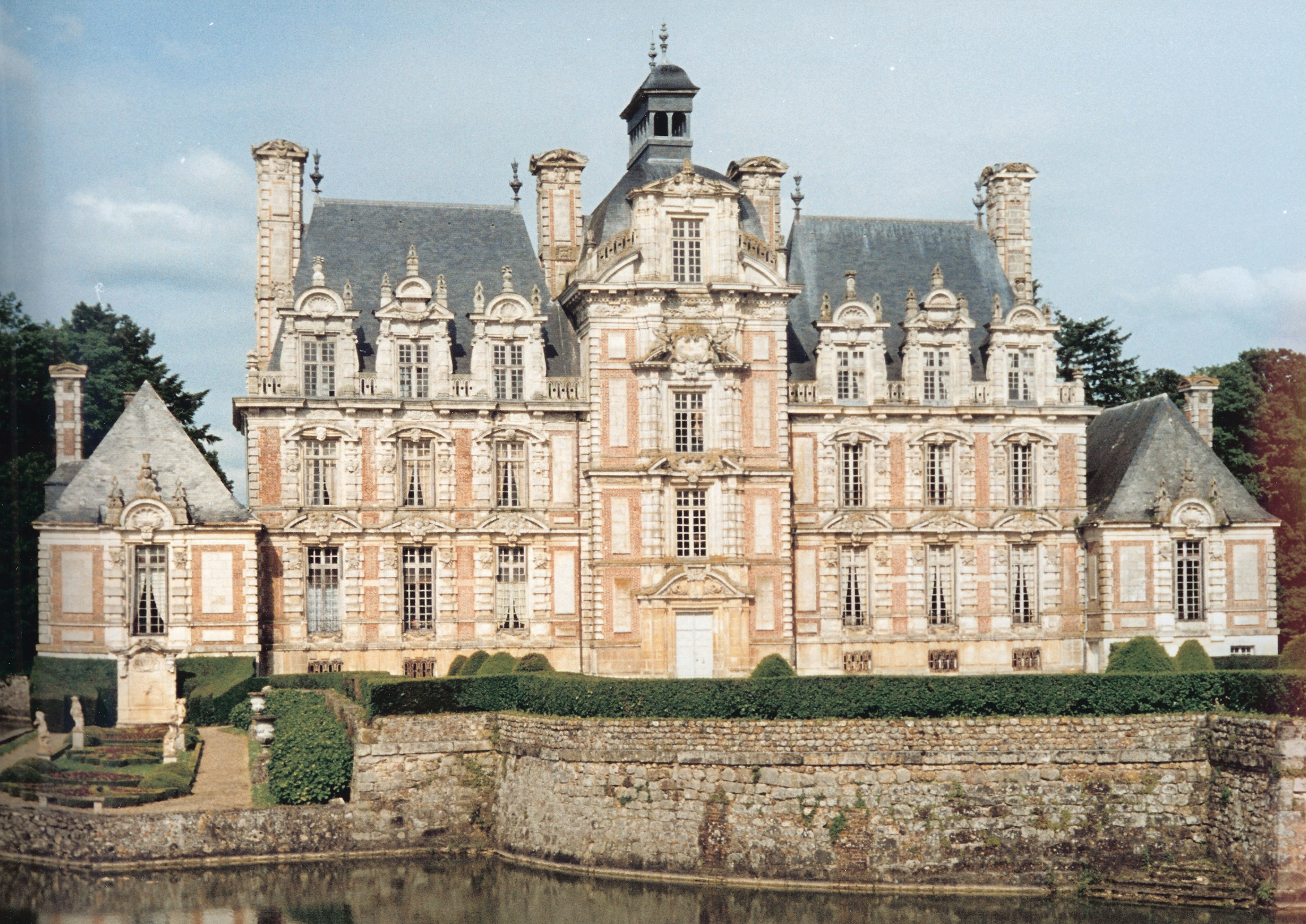
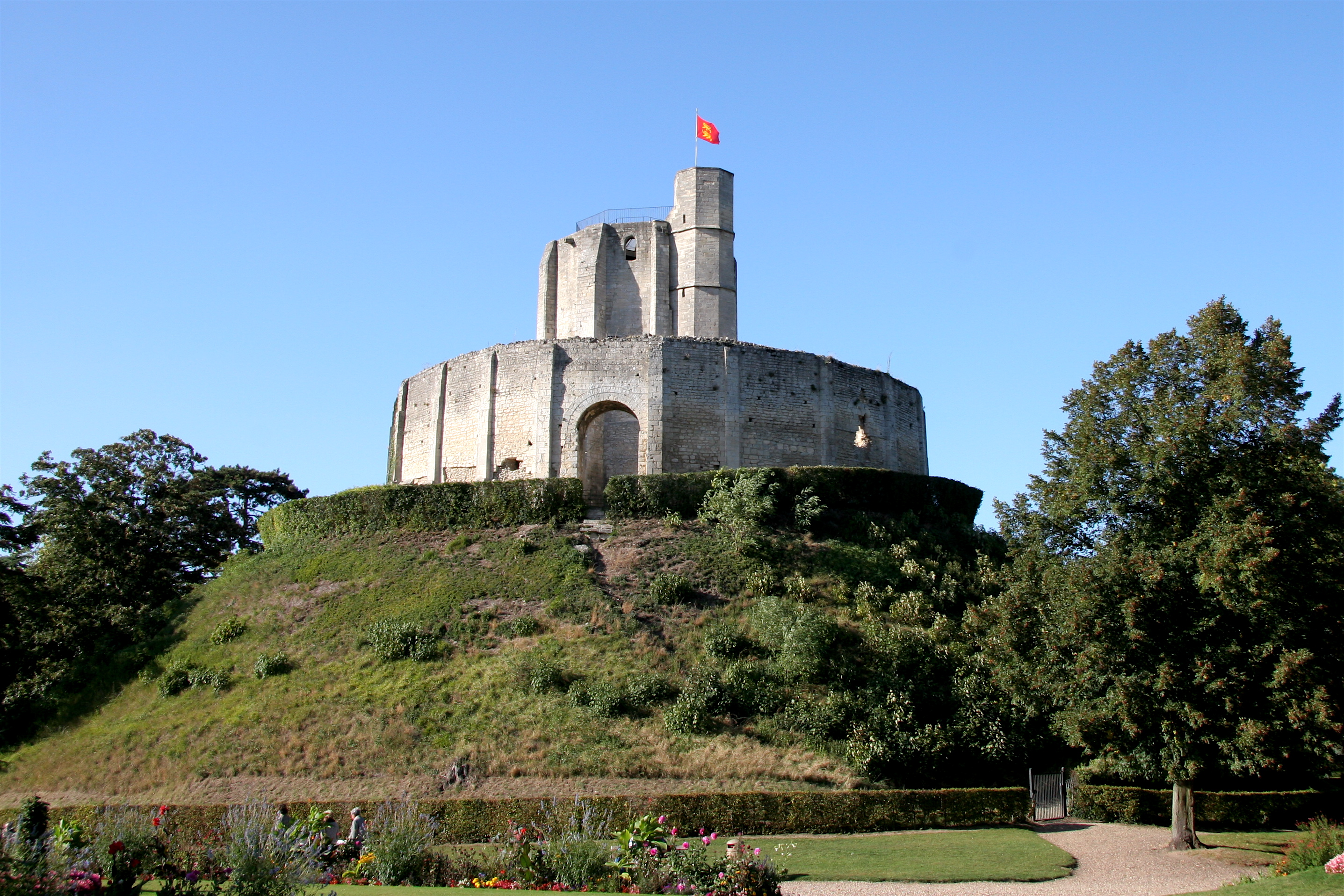
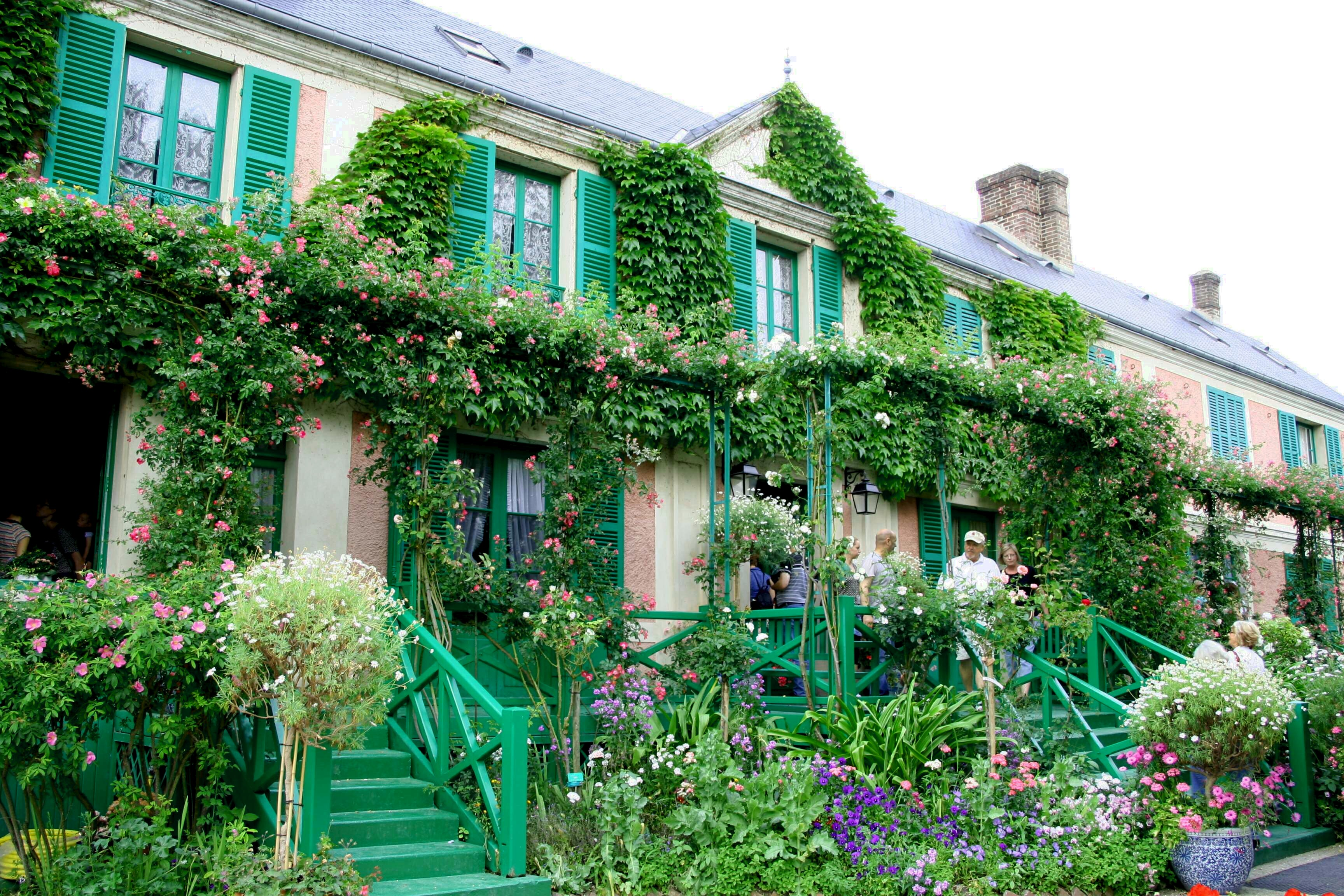
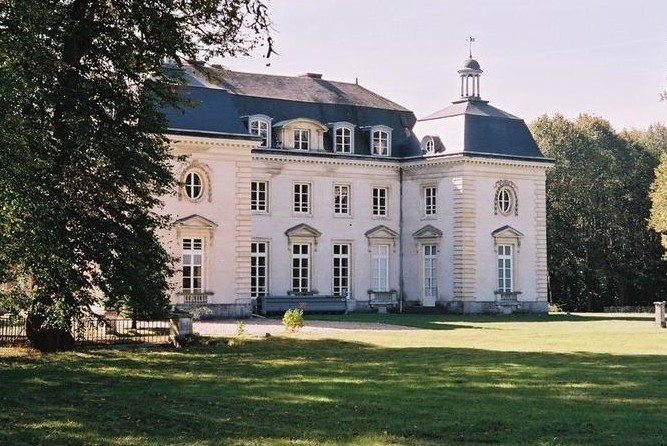